# Sphingicampa bidens
Sphingicampa bidens är en fjärilsart som beskrevs av Rothschild 1907. Sphingicampa bidens ingår i släktet Sphingicampa och familjen påfågelsspinnare. Inga underarter finns listade i Catalogue of Life.